# 愛を叫びたい
「愛を叫びたい」（あいをさけびたい）は、2022年8月23日にリリースのWANDSの配信限定シングル。包容力に満ちたロックバラードと紹介されている。
林遣都が出演するEMシステムズの初めての企業TVCMの主題歌である。2022年末に大量オンエアされ話題を呼んだ。

## 概要
2022年8月13日に、本楽曲と「世界が終るまでは… [WANDS 第5期 ver.]」が二週連続で配信リリースすることが発表された。
上原大史が作詞を、柴崎浩が作曲・編曲を手がけた完全書き下ろしの楽曲である。
当初ミュージック・ビデオは製作されていなかったが、2023年8月30日発売の7枚目アルバム「Version 5.0」に本楽曲が収録され、その初回限定版 Aの特典Blu-rayに本楽曲のミュージック・ビデオが収録されると発表された。本楽曲のリリースから期間が空いていたが、楽曲評価が高かったため、アルバムリリースに合わせて新たに製作された。
2023年9月1日から9月15日にかけて、本作が収録されているアルバム「Version 5.0」のプロモーションの一環で、新宿駅東口にある街頭ビジョンの「クロス新宿ビジョン」にて、本作のMV（90秒間）が放映された。また、9月4日、千葉テレビのMV番組「ONGAX」にて、本楽曲のMVが2023年9月度のラインナップとしてオンエアされることが発表された。
2021年4月24日より活動を休止していたキーボードの木村真也は、本楽曲と「世界が終るまでは… [WANDS 第5期 ver.]」のどちらにも参加していない。

## TVCMタイアップ
同年11月25日には林遣都が出演するEMシステムズの初めての企業TVCMに主題歌として起用され、11月27日より全国放送開始となることが発表された。CMは吉田大八が監督を務め、映画のエンドロール風の映像になっている。
2023年11月2日、本楽曲が使用されたTVCMが、日本最大級の広告アワード「ACC TOKYO CREATIVITY AWARDS」のフィルム部門 Aカテゴリー ACCゴールドを受賞した。

## 収録曲
| #         | タイトル         | 作詞      | 作曲      | 編曲      | 時間 |
| --------- | ---------------- | --------- | --------- | --------- | ---- |
| 1.        | 「愛を叫びたい」 | 上原大史  | 柴崎浩    | 柴崎浩    | 4:14 |
| 合計時間: | 合計時間:        | 合計時間: | 合計時間: | 合計時間: | 4:14 |

## 楽曲解説
愛を叫びたい
- EMシステムズの初めての企業TVCMに主題歌として起用された。
- 上原のボーカリストとしての表現力と詞の世界観、柴崎のギタリスト、メロディーメーカー、サウンドプロデューサーとしての力量が感じられるロックバラード[4][14]。
- 今まで気付かなかった掛け替えのない存在への愛を歌っており、EMシステムズのCMの「完治の裏には多くの医療・介護従事者の支援がある」というメッセージと非常にマッチした内容の曲[15]。
- 2023年8月30日リリースのアルバム「Version 5.0」に収録された際、柴崎浩によってミックスし直された[16]。

## ミュージック・ビデオ
2023年7月22日、本楽曲のミュージック・ビデオのフルヴァージョンが公式YouTubeチャンネルにてプレミア公開され、プレミア公開された後はYouTube Edition（ショートヴァージョン）のみが視聴可能となった。
映像では、本楽曲の歌詞にも登場する「ダリア」がフィーチャーされている。
| 担当               | スタッフ                       | 出典       |
| ------------------ | ------------------------------ | ---------- |
| MV監督             | 大野剛史（ハイラインスタジオ） | [ 動画 1 ] |
| 撮影監督           | 松井直之（SPICE）              | [ 動画 1 ] |
| 照明監督           | 杉山泰則（S-LIGHT）            | [ 動画 1 ] |
| 映像プロデューサー | 笠原隼人（YUMTHEBIT）          | [ 動画 1 ] |

MVのメイキング映像は、アルバム「Version 5.0」の初回限定盤 Aおよび初回限定盤 Bに封入されている購入特典のシリアルナンバーを用いて視聴することができる。視聴の期間は2023年8月29日から11月28日まで。

## 成績
「愛を叫びたい」は、2022年8月31日公開の「Billboard Japan Download Songs」で初登場30位、2022年9月5日付の「オリコン週間デジタルシングル（単曲）ランキング」で初登場20位を記録した。
また、リリース日の8月23日、音楽配信サービスサイト「mora」のシングル（単曲）最新ランキングで1位を記録した。

## 収録アルバム
- 『Version 5.0』（#1）
  - 初回限定版 Aの特典Blu-rayにMVが収録される。

### 動画
1. ↑  WANDS Official『WANDS「愛を叫びたい」MV (YouTube Edition)』（YouTube）、2023年7月22日。2023年9月26日閲覧。